# 하인즈 (밴드)
하인즈(Hinds)는 스페인의 인디 록 밴드이며, 2011년 스페인 마드리드에서 결성되었다. 이전 밴드명은 디어스(Deers)였으나, 비슷한 이름의 캐나다 밴드 더 디어스(The Dears)와 법적인 문제로 인해 결국 2014년 말 현재의 이름으로 밴드명을 변경했다.

## 음반 목록
- Leave Me Alone (2016)
- I Don't Run (2018)